# جودی شکتر
جودی دیوید شِکتِر (انگلیسی: Jody David Scheckter؛ زادهٔ ۲۹ ژانویهٔ ۱۹۵۰ در لندن شرقی) رانندهٔ سابق مسابقات اتومبیل‌رانی فرمول یک اهل آفریقای جنوبی است که از فصل ۱۹۷۲ تا ۱۹۸۰ در مجموع در ۱۱۳ گراند پری شرکت کرد و در فصل ۱۹۷۹ به مقام قهرمانی جهان دست یافت.
شکتر در طول دوران فعالیت خود در فرمول یک، ۳ بار مسابقه را از پول پوزیشن آغاز کرد و در ۵ مسابقه موفق شد سریع‌ترین زمان طی یک دور پیست را به نام خود ثبت کند. او در این مسابقات ۳۳ بار بر روی سکو رفت، مجموعاً ۱۰ بار به پیروزی دست یافت و ۲۴۶ امتیاز را نیز به نام خود به‌ثبت رساند.